# Sematophyllum lancifolium
Sematophyllum lancifolium là một loài rêu trong họ Sematophyllaceae. Loài này được (Harv.) A. Jaeger mô tả khoa học đầu tiên năm 1878.